# عملية العوجا/أريحا
وهي عملية فدائية نوعية قام بها مجموعة من الفدائيين الفلسطينيين والأردنيين كردٍ على مجزرة الحرم القدسي الشريف التي وقعت في العام 1990 بالقرب من قرية العوجا الفلسطينية - قضاء أريحا.

## قرية العوجا
قرية العوجا إحدى قرى محافظة أريحا، تقع على بعد 12 كيلومتراً شمال مدينة أريحا، وتقع فيها مزارع الموز والحمضيات، وفيها ينابيع مياه صالحة للزراعة.

## العملية
في الثامن من تشرين/أكتوبر عام 1990م وبعدما ارتُكِبت مذبحة الأقصى، تعاهد كُل من سالم أبوغليون وخالد أبو غليون وأمين الصانع وإبراهيم غنيم ونايف كعابنة على الثأر لدماء شهداء الأقصى الشريف بعملية نوعية.
انطلق الخمسة بعد الواقعة المذكورة بشهرٍ تقريباً وبالتحديد ليلة الخميس 8/11/1990م فتسللوا عبر الحدود الأردنية الفلسطينية ليشتبكوا مع دورية إسرائيلية على بعد 3 كيلومترات شرق بلدة العوجا القريبة من أريحا بمحاذاة الحدود الفلسطينية/الأردنية. دام الاشتباك لمدة أربع ساعات قتل وجرح خلالها عدد من الجنود منهم ضابط إسرائيلي يدعى «يهودا ليبشيتر» وكان يبلغ من العُمر في ذلك الوقت 27 عاماً
و هو من سكان تل أبيب. فيما استشهد من المجموعة نايف الكعابنة، وأُسر باقي أفراد المجموعة بعد مقاومة شديدة عملية مطاردة حيث بقي خالد يقاوم بالسلاح الأبيض مدة ساعتين تقريباً إلى أن جاءت طائرة هيلوكبتر وألقت عليه شبكا وأصابوه في قدمه وأطلقوا عليه طلقة تخدير لم يفق على إثرها إلا في المستشفى وهذا ما أكدته إذاعة لندن. وحسب ادعاء قائد المنطقة العسكرية الوسطى في ذلك الوقت اسحق مردخاي أنّ العناصر الأولى للتحقيق تشير إلى أن أفراد المجموعة كانوا يريدون ارتكاب اعتداء واسع النطاق في القدس.

## الحُكم
حُكم على الأفراد الأربعة بعد أسرهم بحوالي ثلاثة أشهر بالسجن المؤبد الأمني (99 سنة) بعد مُحاكمتهم غيابياً على إثر رفض إسرائيل معاملتهم كأسرى حرب وبالتالي فقد رفض الأربعة حُضور المُحاكمة.

## الإفراج عن الأسرى
انتقل الأسرى الأربعة إلى الأردن في صفقة تحت إشراف رئيس الوزراء في ذلك الوقت معروف البخيت مع إسرائيل تقضي بتسليم الأسرى الأردنيين سالم أبوغليون وخالد أبوغليون وأمين الصانع وسلطان العجلوني مقابل بقائهم في السجون الأردنية. وهو ما كان حيث وُضعوا في سجن قفقفا بتاريخ 5 يوليو 2007. وفي أغسطس من العام 2008 قامت السلطات الأردنية بالإفراج عنه.